# Landschap Overijssel
Landschap Overijssel is een Nederlandse stichting die zich ten doel stelt het typerende natuur- en cultuurlandschap van Overijssel te beschermen. Het is een van de twaalf Provinciale Landschappen en een van de organisaties die zorgen voor Landschapsbeheer in Nederland, en de stichting is aangesloten bij de overkoepelende stichting LandschappenNL.
De organisatie zet zich in voor het herstel, behoud en de ontwikkeling van natuur en landschap in Overijssel.
Landschap Overijssel komt voort uit een fusie in 1999 van de op 28 december 1932 opgerichte Stichting Overijssels Landschap en Stichting Landschapsbeheer Overijssel. Zelf bestaat de nieuwe organisatie uit twee stichtingen onder personele unie: de werkorganisatie is Stichting Landschap Overijssel en Stichting Het Overijssels Landschap is waar het bezit van het vastgoed is ondergebracht. De leden van de raden van toezicht en de directeur-bestuurder van Het Overijssels Landschap zijn tevens die van Landschap Overijssel. Beide zijn gevestigd op landgoed De Horte bij Dalfsen.
Onder natuur en landschap verstaan de beide stichtingen alles wat tot de aantrekkelijkheid van het landschap bijdraagt. Het gaat daarbij niet alleen om natuurschoon, maar ook om uit natuurwetenschappelijk en/of visueel landschappelijk opzicht belangrijke objecten, zowel als gebouwen en andere elementen van menselijke werkzaamheden waarvan het behoud van algemeen belang kan worden geacht.
Landschap Overijssel bezit opvallend weinig natuurterreinen in Salland. Dit komt doordat veel van deze terreinen in eigendom en beheer zijn bij Stichting IJssellandschap te Deventer.

## Natuurgebieden en landgoederen in beheer
- Aamsveen
- Beerze
- Bergvennen & Brecklenkampse Veld
- Boetelerveld
- Buitenlanden Langeholte
- Collendoorn
- Dal van de Mosbeek
- De Struinwaard en Maatgraven
- Doorbraak
- Eversberg
- Groot Brunink
- Haverriet
- Hof Espelo
- Holthuis
- Hunenborg
- Kolkersveld
- Kristalbad
- Kuiperberg
- Landgoed de Horte
- Landgoed het Smalenbroek
- Lemelerberg
- Lonnekerberg
- Lonnekermeer
- Luttenberg
- Markelose Berg
- Reestdal
- Regge Dammarkte
- Regge Enter
- Regge Hellendoorn
- Regge Notter Zuna
- Sekdoorn
- Soeslo
- Stroink
- Vaneker
- Vledders en Leijerhooilanden
- Wierdense Veld
- Zandstuve